# Prințesa Eugenie de York
Prințesa Eugenie de York (Eugenie Victoria Helena; n. 23 martie 1990, Greater London, Anglia, Regatul Unit) este fiica cea mai mică a Prințului Andrew, Duce de York și a lui Sarah, Ducesă de York. Este a zecea persoană în linia de succesiune la tronul britanic.Are doi copii

## Biografie
Eugenie s-a născut pe 23 martie 1990 la spitalul Portland din Londra, ca al doilea copil al Prințului Andrew, Duce de York și a lui Sarah, Ducesă de York. Este al șaselea nepot al reginei Elisabeta a II-a și a Ducelui de Edinburgh. De asemenea, este o verișoară îndepărtată a mătușii ei, Diana, prințesă de Wales.
A fost botezată la biserica St Mary Magdalene, Sandringham, de către episcopul de Norwich, pe 23 decembrie 1990. A fost primul copil regal care a avut un botez public. Nașii ei au fost: James Ogilvy (vărul tatălui ei), căpitanul Alastair Ross (care nu a putut participa), Mrs Ronald Ferguson (a doua soție a bunicului matern), Mrs Patrick Dodd-Noble și Miss Louise Blacker. A fost numită după Victoria Eugenie de Battenberg, fiica Prințesei Beatrice (fiica cea mică a reginei Victoria) și după Prințesa Helena, a treia fiică a reginei Victoria.
Eugenie și sora ei mai mare Beatrice sunt singurele nepoate ale reginei care dețin titlul de Prințesă conform "Letters Patent" a regelui George al V-lea. Ca toți nepoții reginei, ea este descendentă a regelui Tudor Henric al VII-lea prin fiica lui Margareta. De asemenea, este descendentă a liniei Stuart prin strănepotul Margaretei, Iacob al VI-lea al Scoției (sau Iacob I al Angliei).